# Thierry Dedegbe
Thierry Dedegbe est un taekwondoïste français né le 13 juillet 1962.
Il remporte la médaille d'argent dans la catégorie des moins de 54 kg aux Championnats d'Europe de taekwondo 1990. Il participe au tournoi de sport de démonstration de taekwondo aux Jeux olympiques d'été de 1992 dans la catégorie des poids mouches ; il est éliminé en quarts de finale.